# Акцент (партия)
Акцент (укр. Акцент) — политическая партия Украины, прежние название — «Вече», «Конституционно-демократическая партия». Политическая партия «Акцент» была зарегистрирована Министерством юстиции 14 мая 1993 г. и внесена в Реестр политических партий под № 14.

## История партии
Создана в 1993 году.
В парламентских выборах 1998 года принимала участие в составе избирательного блока КДП и МБР «Социально-либеральное объединение» (СЛОн) (62 кандидатов, из них 39 — члены партии МБР, 11 — члены КДП) подано 241367 голосов (0.908 %, 18 место из 30). В одномандатных округах (40 кандидатов, 6 членов партии) не избран ни одного.

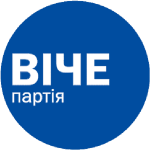
Логотип партии «Вече»

В парламентских выборах 2002 года принимала участие в составе избирательного блока «Команда озимого поколения» (КОП) (Либерально-демократическая партия Украины, Партия частной собственности, Украинская крестьянская демократическая партия) (в БВО — 89 кандидатов) подано 525025 голосов — 2,02 % (9 место из 33). В ОВО — 3 кандидатов члены КДП. Не выбрано ни одного.
16 сентября 2005 на 7-м внеочередном съезде в Никополе принято переименовать партию в партию «Вече»
В парламентских выборах 2006 года партия участвовала самостоятельно, однако в парламент не попала, набрав 1,74 % голосов избирателей. Наибольшую поддержку партия получила в Киеве, Харьковской области и южных областях (около 3 %). Наименьшую — в Донбассе и Западной Украине (0,7 — 1 %).
По словам лидера партии Инны Богословской в 2006 году она предложила сотрудничество Партии регионов.
В досрочных парламентских выборах 2007 г. партия «Вече» не участвовала. Накануне выборов съезд партии принял решение поддержать Партию регионов и включить ряд членов «Вече» в предвыборный список регионалов. Одной из причин отказа от участия в выборах стало ухудшение финансового состояния после выборов 2006 года.
Партия не принимала участия в Парламентских выборах 2014 года
В 2020 году партия была возрождена на Харьковщине. В июне 2020 года группа энтузиастов во главе с Игорем Балутой решили вернуться в политику и участвовать на местных выборах 2020 в Харьковской области. Однако на выборах, партия набрала менее 1% голосов.

## Идеология
Идеологическая основа Партии заложена в программе партии «План Развития страны». Партия представляет интересы среднего класса — предпринимателей и интеллигенции.

## Руководство партии
Онищенко Ирина Григорьевна — Председатель Политсовета партии «Вече», Глава партии «Вече»